# Лом Геллігана

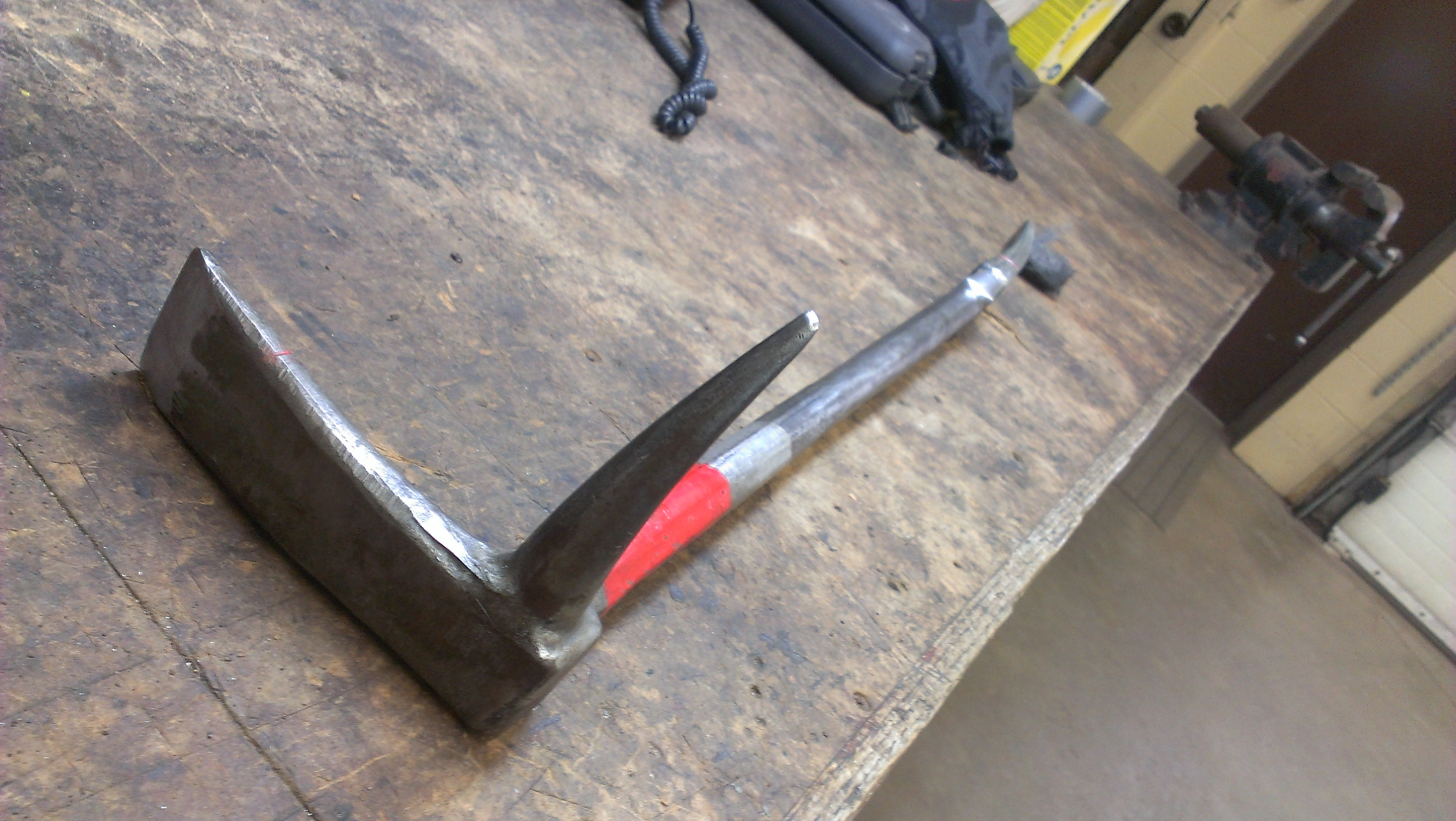
Лом Геллігана

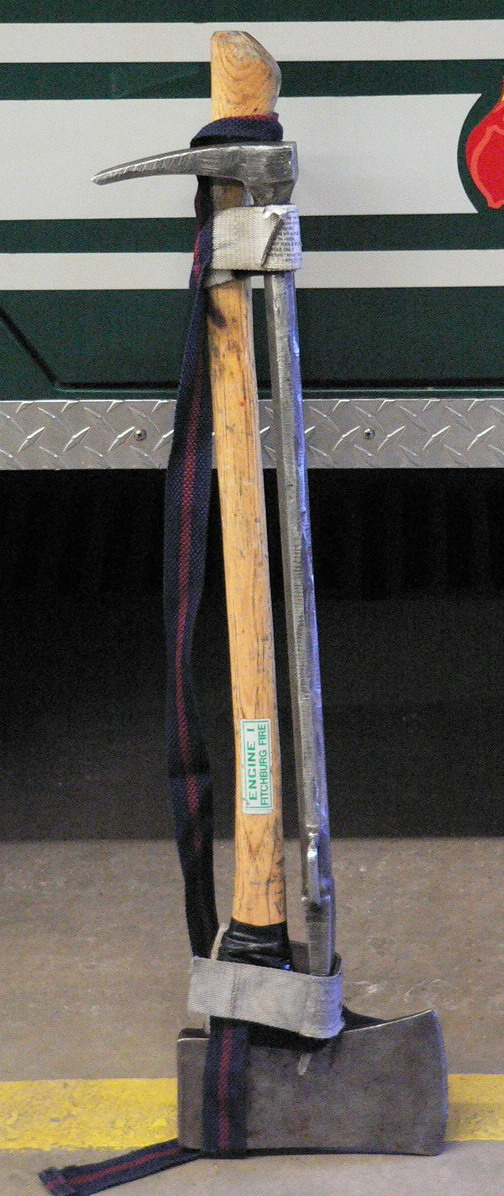
Лом Геллігана, зв'язаний «митусем» з пожежною сокирою

Лом Ге́ллігана (англ. Halligan bar, Halligan tool), помилкова назва «хуліган» — різновид лома, призначений для силового проникнення у помешкання. Застосовується пожежниками, рятувальними службами й поліцією.
Конструкція лома уможливлює різноманітні операції з ним: викручування, пробивання отворів, використовування як важеля.

## Історія
Розроблений заступником начальника Нью-Йоркського пожежного департаменту Х'ю Гелліганом (Hugh Halligan) у 1948 році. Попередником лома Геллігана був інструмент, розроблений Джоном Ф. Келлі (John F. Kelly). Лом Келлі теж відрізнявся теслоподібним лезом і загострений другий кінець, бувши, за деякими даними, вдосконаленням ранішого «інструмента-кігтя» (Claw tool) — лома, з теслом на одному кінці й гаком на другому. Уперше винахід Геллігана стали застосовувати працівники пожежного департаменту Бостона. Оцінивши зручність інструмента, такі ломи стали закупати й пожежні частини Нью-Йорка.

## Опис
Являє собою металевий стрижень, на одному з кінців якого під прямим кутом закріплено дзьоб і там само, перпендикулярно йому — лезо у формі тесла. На другому кінці — вістря у вигляді лопаточки, як у звичайного будівельного лома. Дзьоб і лезо-тесло зручні для виламування дверей — вклинюючи кінець лома між дверима й одвірком, по них ударяють молотом або обухом сокири.
Лом Геллігана виготовляють різних розмірів — зазвичай від 45,7 см (18 дюймів) до 137 см (54 дюймів). Матеріал може бути різним — титан, берилій, мідь (використовується там, де є ризик вибуху газу), нержавка сталь. Може мати кільця для кріплення ременя.
Один з варіантів має важку муфту на стрижні, яка, пересуваючись під час замаху, надає додаткової маси дзьобу або лезу й посилює тим самим удар. Інший варіант має вістря на другому кінці у вигляді консервного ножа і призначений для роблення отворів у листовому металі.
Лом може зберігатися разом з пожежною сокирою (рідше з молотом), коли вони з'єднуються «митусем».

## Схожі конструкції
Варіантом цього інструмента є «інструмент Хулігана» (англ. Hooligan Tool) — полегшена версія пожежного лома Геллігана з цвяходером замість вістря-лопаточки. Використовується мандрівниками й військовиками як багатофункціональний інструмент, що за можливостями перевершує звичайний монтувальний лом.